# Соломенский район
Соломенский район (укр. Солом’янський район) — район города Киева.
Свое название микрорайон получил от хат-мазанок с соломенными крышами, в которых когда-то жили работники железной дороги.
Сегодня в районе новые высотные дома и жилые комплексы с быстрым доступом к центру города, аэропорту «Киев» и Центральному железнодорожному вокзалу.

## Общие данные

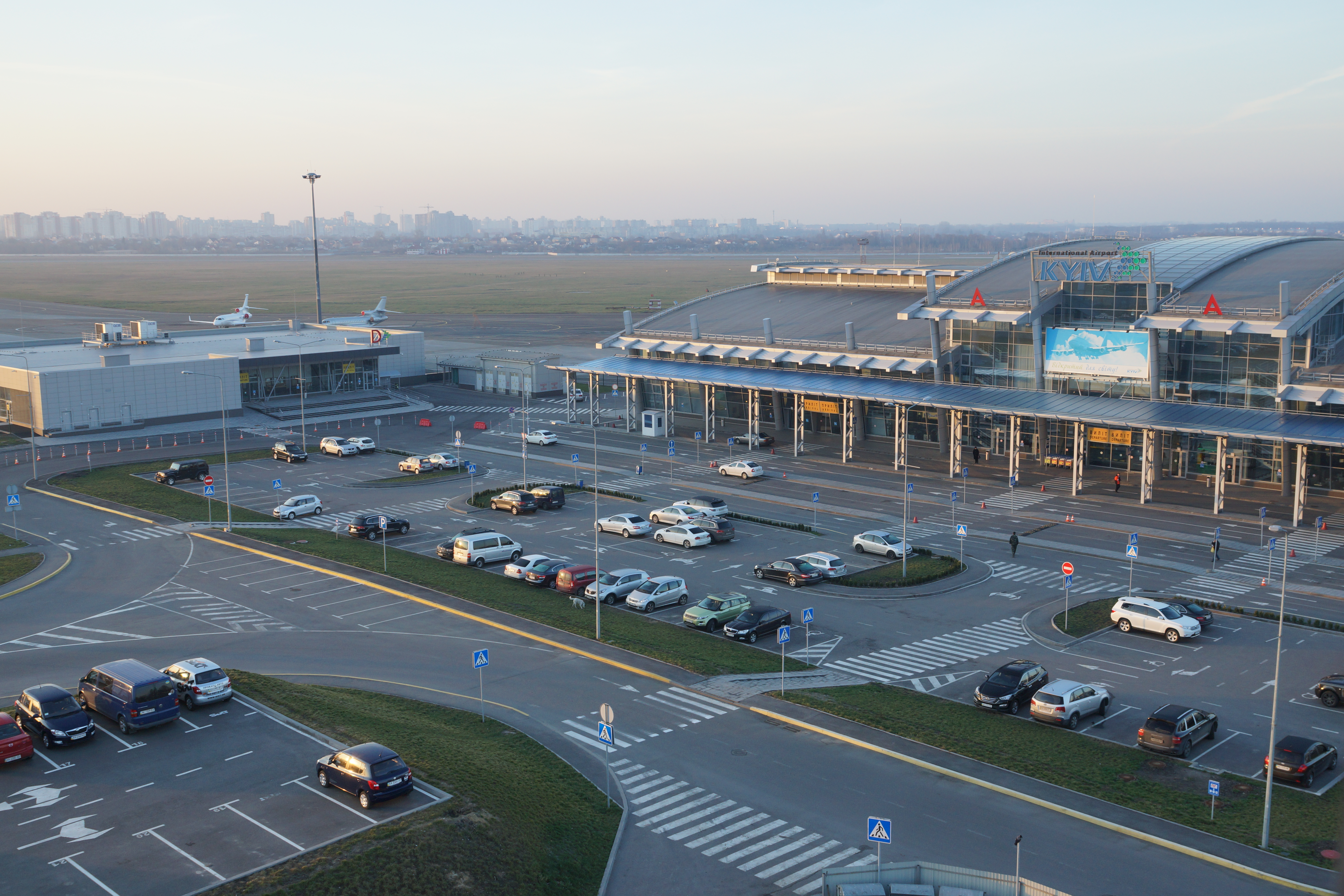
Аэропорт «Киев» (Жуляны)

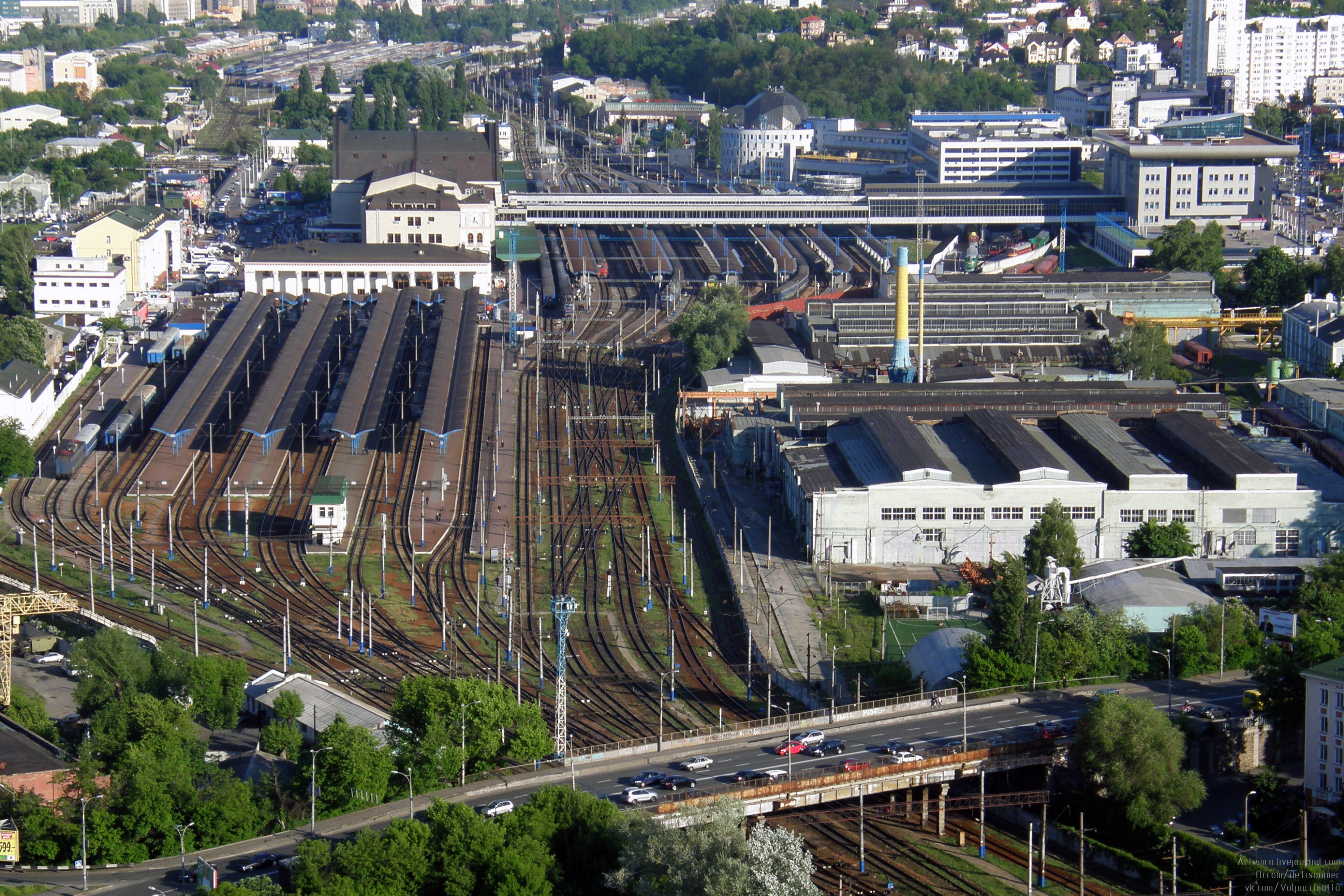
Киев-Пассажирский

Характерной чертой района являются наибольшие транспортные объекты столицы Украины — железнодорожные станции Киев-Пассажирский и Киев-Товарный (Караваевы Дачи, Киев-Волынский и Борщаговка), аэропорт Киев (Жуляны). В районе около 65 промышленных предприятий, что составляет 7,2 % от общей численности по Киеву. На территории района сосредоточена большая часть научного потенциала города — 54 научно-исследовательских института, 6 высших учебных заведений.
В районе зарегистрировано на 2006 год 18035 субъектов предпринимательской деятельности (СПД) — юридических и 14444 СПД — физических лиц. Торговое обслуживание населения производят 817 предприятий торговли и общественного питания. Разнообразные виды услуг населению предлагает 351 предприятие бытового обслуживания.
В районе много культурных заведений — 5 музыкальных школ, художественная школа, 59 библиотек различных систем, 3 кинотеатра, Дворец творчества детей и юношества, 8 ведомственных дворцов культуры и 4 ведомственных музея, Центр молодёжного отдыха «Колизей», украинский театр-студия и камерный театр-студия.
Система образования района насчитывает 28 детских учебных заведений, 32 средние общеобразовательные школы, 12 школ-детских садов, 2 гимназии, 7 лицеев, 2 вечерние школы, 3 школы-интерната, 2 детско-юношеские спортивные школы.
На территории района функционируют 5 стадионов, 9 бассейнов, 136 спортивных площадок, 89 спортивных залов, 13 стрелковых тиров и другие сооружения для занятия спортом.

## История

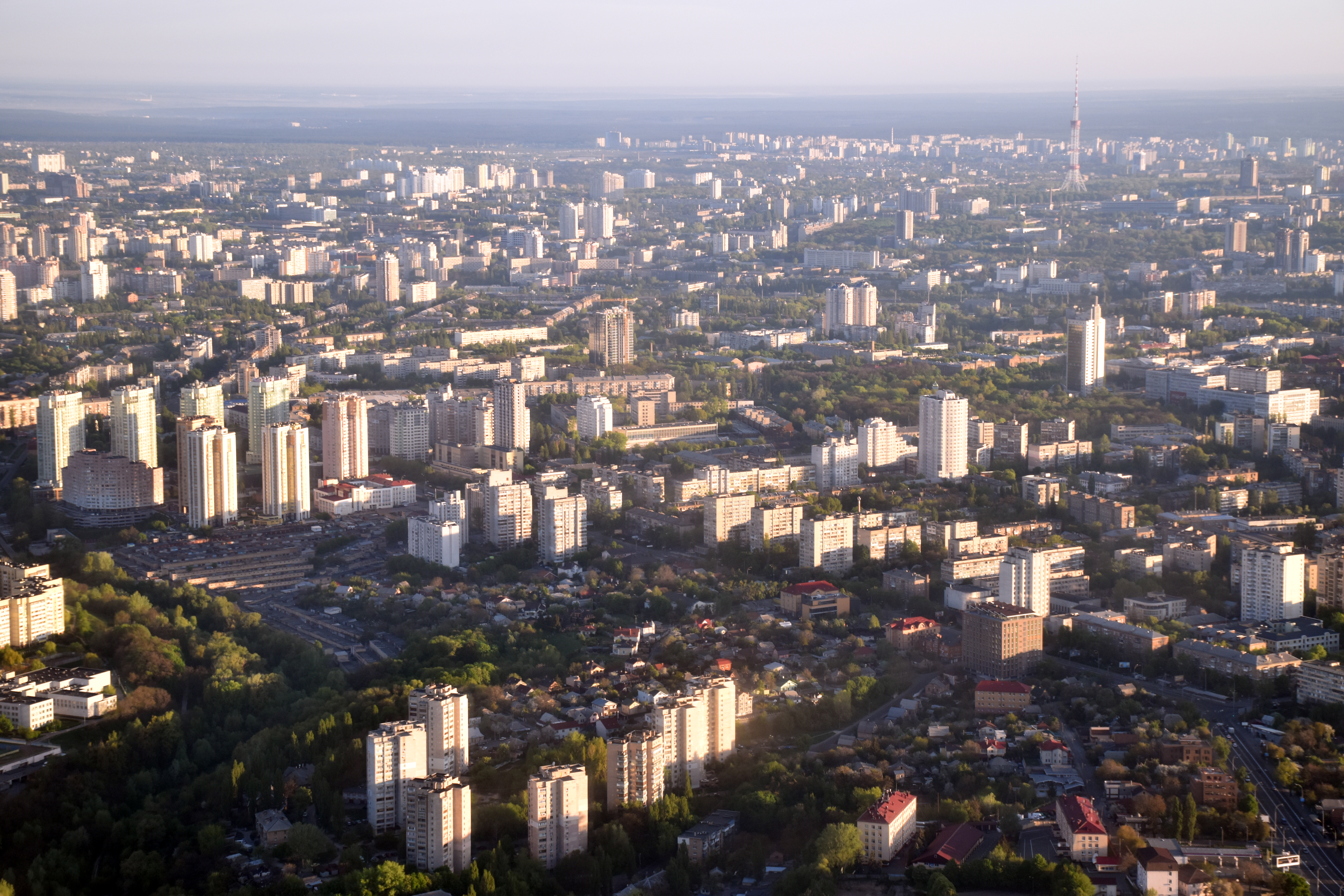
Аэрофотоснимок Соломенского района

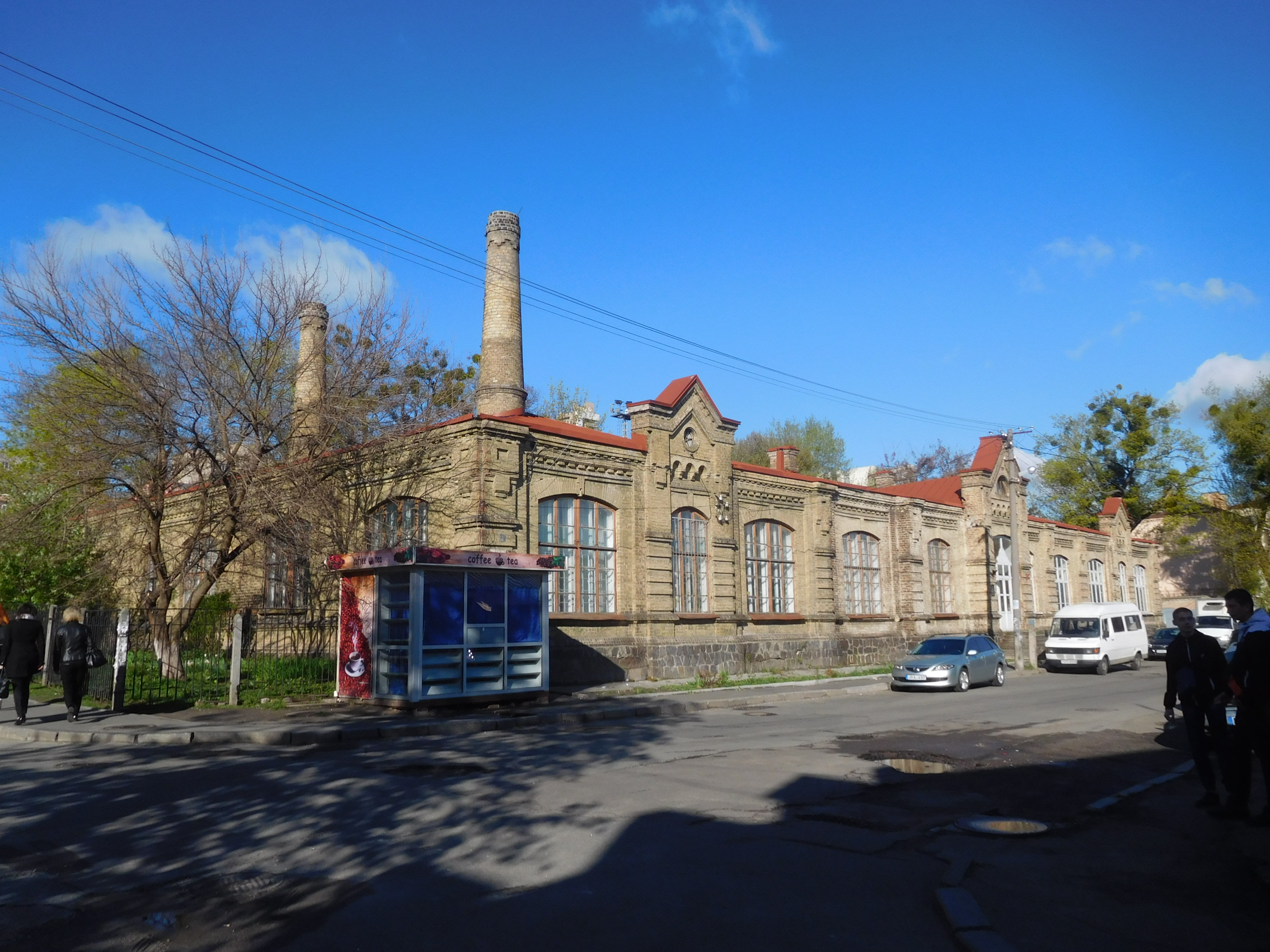
Дом первой в Российской империи химико-технической лаборатории Юго-Западной железной дороги

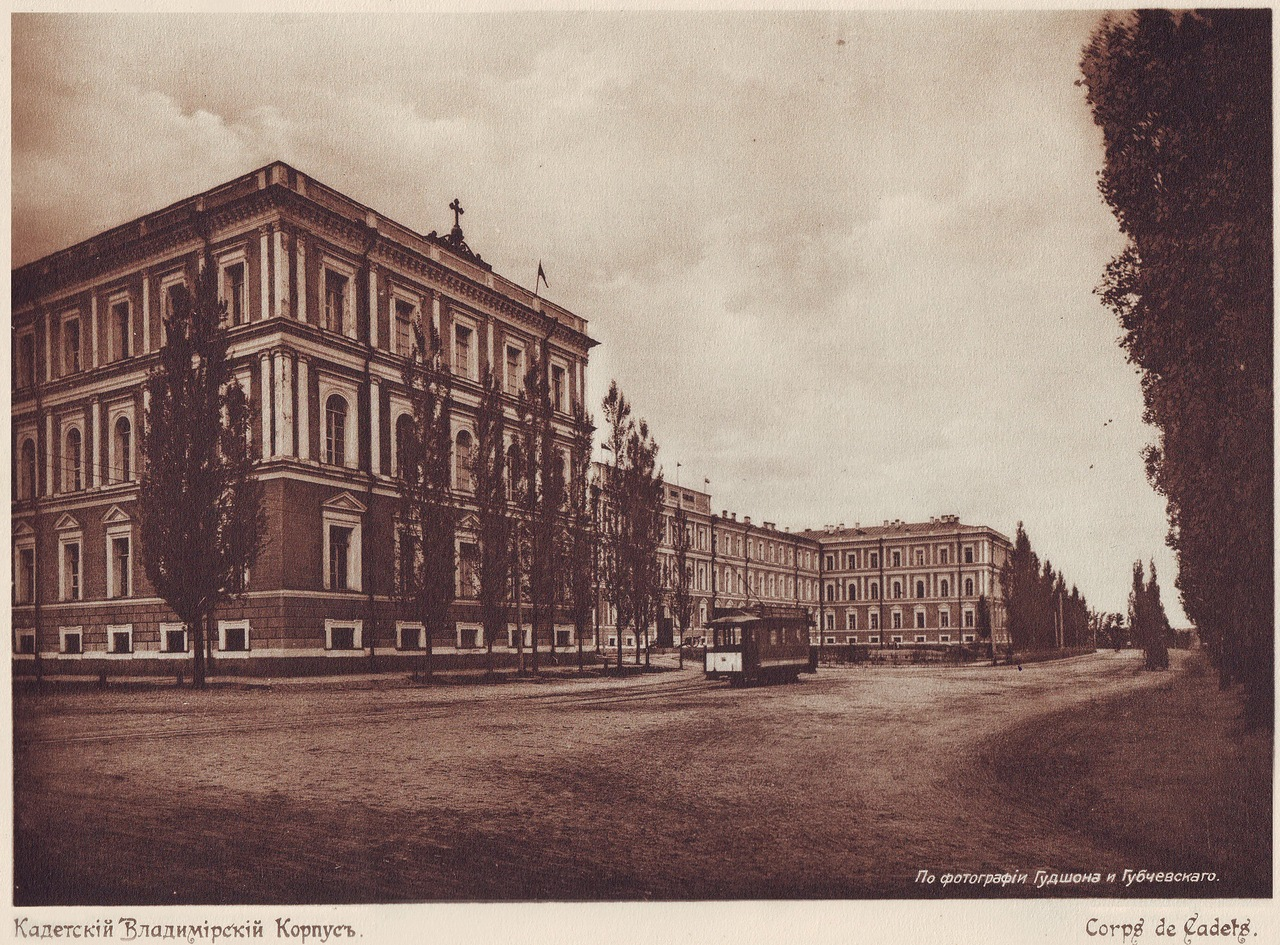
Владимирский Киевский кадетский корпус

Считается, что история Соломенки начинается в XIX веке. На самом же деле в этой местности люди жили ещё во времена неолита.
Во время археологических раскопок на Соломенке были обнаружены кремнёвые наконечники стрел, каменные ножи, скребки, а также обломки керамики с орнаментом.
Как киевское предместье Соломенка известна с 1830-х годов. Она представляла собой небольшую слободку, на которой стояли крытые соломой мазанки (отсюда и название местности), принадлежавшие крепостным Киево-Печерской лавры, отставным солдатам и малоимущим людям. В 1858 году часть Соломенки была присоединена к Киеву как компенсация за земли, отобранные у города при строительстве Новой Печерской крепости.
В 1860-е годы население предместья начало быстро расти. Этому способствовало строительство в долине реки Лыбедь железной дороги. Вначале жителями Соломенки стали те, у кого отобрали земли под прокладку железнодорожного полотна. Затем, когда при железной дороге были созданы вагонные и паровозные мастерские, их работники поселились на Соломенке. Так возникла Железнодорожная колония.
Появление железной дороги привело к разделению Соломенки на Нижнюю (вдоль реки Лыбедь и железнодорожного полотна, ныне — промзона) и Верхнюю (по обе стороны современной улицы Митрополита Василия Липковского).
В 1857 году построен Владимирский Киевский кадетский корпус — по проекту И. В. Штрома.

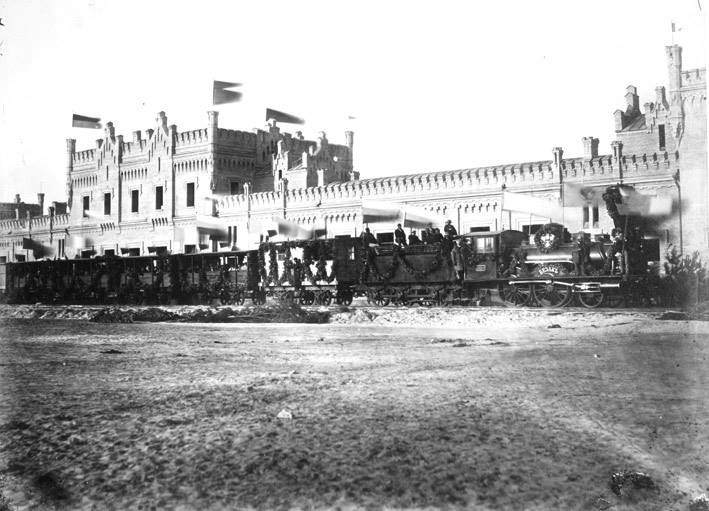
Железнодорожный вокзал в стиле староанглийской готики

В 1870 году был построен железнодорожный вокзал в стиле староанглийской готики по проекту архитектора Н. Вишневского.
В 1874 году на обеих Соломенках проживало 3910 человек, насчитывалось 379 домов, из них 76 — землянок и мазанок, и лишь один дом был каменным. Из 212 дворов только 36 имели колодцы.
В январе 1901-го Сенат постановил отделить Верхнюю Соломенку от Киева, и слободка стала самостоятельным селом. Лишь в 1910 году вся Соломенка полностью вошла в городскую черту.
С 1921 г. село Соломенка было названо посёлком Сичнивка — в честь январского (укр. січень) восстания 1918 года — с присвоением статуса административного центра одноимённого района.
В 1926 году центральной магистрали района улице Игнатьевской дали имя Урицкого (сейчас ул. Василия Липковского). По ней пустили трамвай 8-го маршрута — на нём можно было доехать до университета и далее до Михайловского монастыря. Данный маршрут был закрыт в 1988 году и вместо него курсировал м-т № 5 — от ул. Волгоградской до Дворца Спорта. В 2001 г. он был заменён троллейбусным маршрутом № 3.
24 июня 1934 года из Харькова в административный центр Соломенского района г. Киева переехало правительство советской Украины.
В 1960—1970-х Соломенка приобрела современный внешний вид: появились широкие проспекты, многоэтажные здания, благоустроенные парки.

## Население

### Языковой состав
Родной язык населения по данным переписи 2001 года:
| Язык       | Численность, чел. | Доля     |
| ---------- | ----------------- | -------- |
| Украинский | 190 165           | 67,51 %  |
| Русский    | 85 809            | 30,47 %  |
| Другое     | 5 690             | 2,02 %   |
| Итого      | 281 664           | 100,00 % |